# Wallemia
Wallemia ist eine systematisch isoliert stehende Gattung der Ständerpilze (Basidiomycota), die eine eigene Klasse Wallemiomycetes bildet. Der Gattungsname ehrt den norwegischen Seemann und Journalisten Fredrik Meltzer Wallem (1837–1922).

## Merkmale
Die Konidienträger sind unverzweigt oder sympodial wachsend fortlaufend mit konidiogenen Zellen und besitzen eine dünne Zellwand. Die kondidiogenen Zellen sind warzig und werden dann wie Arthrosporen zu Konidien umgebildet. Diese sind ebenfalls warzig, kurz zylindrisch und mit der Zeit rundlich. Die Hyphen sind septiert. Die Septe ist in Porennähe aufgeweitet. Diese ist tonnenartig und ähnlich einem Doliporus.

## Ökologie und Lebensweise
Wallemia kommen weltweit vor, bevorzugen aber trockene Lebensräume. Sie wurden aus Früchten, Marmeladen und mit reinem Zucker getrockneten und gesalzenen Lebensmitteln, aus Meersalz, aus dem Boden als auch aus der Luft isoliert. Sie sind daher manchmal für den Verderb von Lebensmitteln verantwortlich. Manche Stämme produzieren die Toxine Walleminol und Walleminon und verursachen subkutane Infektionen beim Menschen. Vermutlich verursachen sie auch allergische Reaktionen mit der Bildung einer Farmerlunge.
Wallemia ichthyophaga ist ein extrem halophiler (salzliebender) Pilz, der für sein Wachstum mindestens 10 % NaCl benötigt.

## Systematik und Taxonomie
Wallemia wurde erstmals 1887 von Johan-Olsen beschrieben. Royall T. Moore stellte sie dann in eine eigene Familie innerhalb der Ordnung der Filobasidiales. 2005 wurden sie jedoch in eine eigene Klasse, die Wallemiomycetes, mit einer unsicheren systematischen Zuordnung gestellt.
Der Index Fungorum listet folgende drei Arten:
- Wallemia ichthyophaga Johan-Olsen 1887
- Wallemia muriae (J. Kickx f.) Zalar & de Hoog 2005
- Wallemia sebi (Fr.) Arx 1970